# Crassodontidanus
A Crassodontidanus a porcos halak (Chondrichthyes) osztályának szürkecápa-alakúak (Hexanchiformes) rendjébe, ezen belül a fosszilis Crassonotidae családjába tartozó nem.
Családjának a névadó típusneme.

## Rendszerezés
A nembe az alábbi 2 fosszilis faj tartozik:
- Crassodontidanus serratus Fraas, 1855
- Crassodontidanus wiedenrothi Thies, 1983

## Fordítás
- Ez a szócikk részben vagy egészben  a   Crassodontidanus című angol Wikipédia-szócikk ezen változatának fordításán alapul.  Az eredeti cikk szerkesztőit annak laptörténete sorolja fel. Ez a jelzés csupán a megfogalmazás eredetét és a szerzői jogokat jelzi, nem szolgál a cikkben szereplő információk forrásmegjelöléseként.